# 滑步車

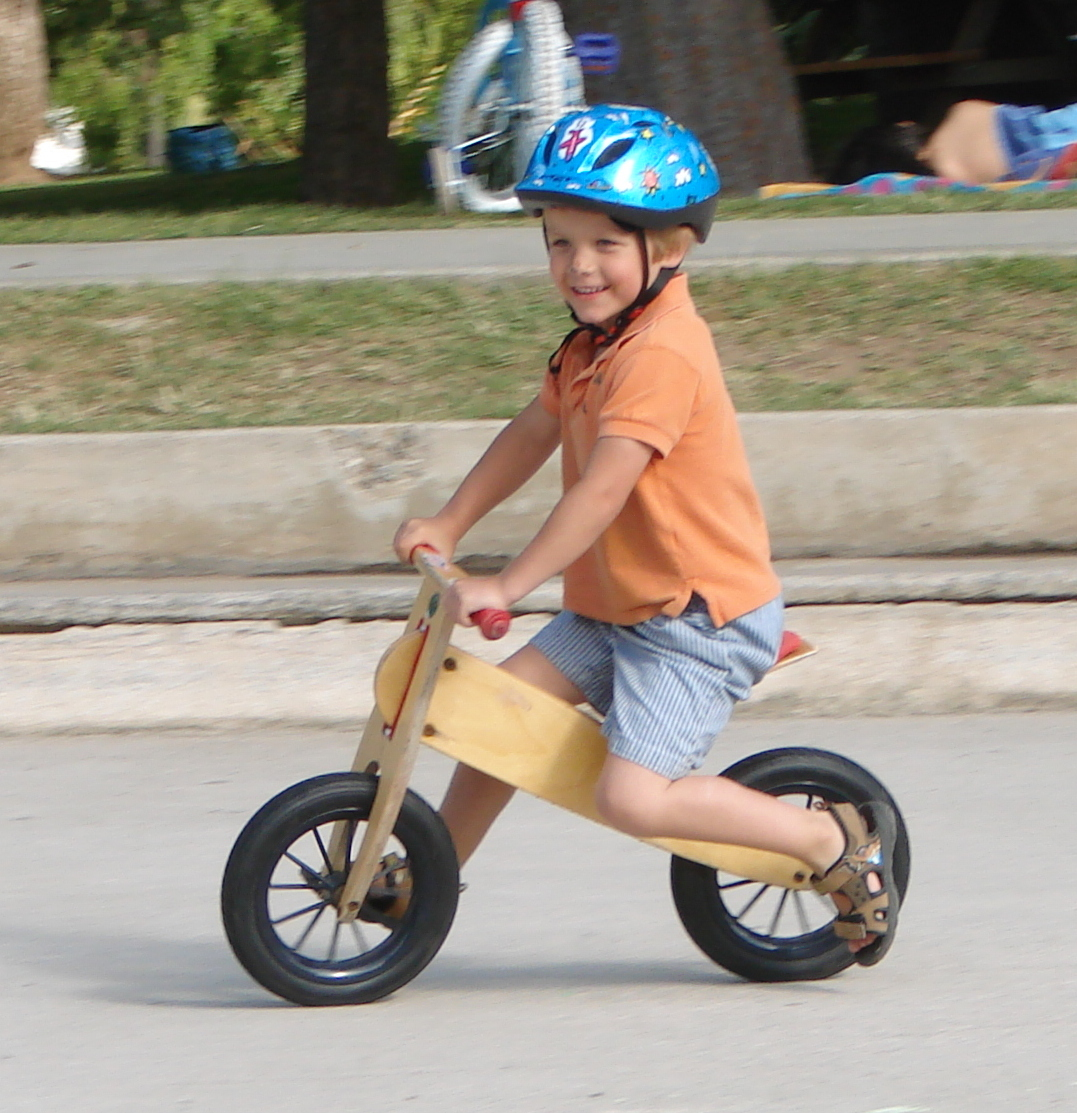
木製車身的滑步車

滑步車、平衡車是給小孩子學習平衡和掌控騎腳踏車前的一種訓練車，滑步車本身無一般踏腳車的踏板、鏈條、帶動齒輪甚至手剎車系統，而是靠兩腳往後踏地後前進。